# Celia Lynch
Celia Lynch (geborene Quinn, * 6. Mai 1908 in Kinvara, County Galway, Irland; † 16. Juni 1989 in Dublin) war eine irische Politikerin der Fianna Fáil. Sie war von 1954 bis 1977 Teachta Dála (Abgeordneter) im Dáil Éireann, dem irischen Unterhaus.

## Leben
Celia Lynch wuchs im County Galway auf. Sie heiratete James Lynch, mit dem sie später sieben Kinder hatte. Sie selbst arbeitete als Lehrerin.
Als ihr Ehemann im März 1954 trat sie bei den Wahlen 1954 im Wahlkreis Dublin South-Central an und wurde gewählt. Diesen Sitz konnte sie bei den Wahlen 1957 verteidigen. Durch den Neuzuschnitt der Wahlkreise kandidierte sie 1961 im Wahlkreis Dublin North-Central und war erfolgreich. Diesen Erfolg konnte sie 1965, 1969 und 1973 wiederholen. Bei den Wahlen zum Dáil Éireann 1977 trat sie nicht mehr an.